# Грюнер Вельтлинер
Грю́нер Вельтли́нер (нем. Grüner Veltliner), или (до 1930-х годов) Вайсгипфлер (нем. Weißgipfler) — технический (винный) сорт винограда, используемый для производства белых вин. Важнейший автохтонный сорт Австрии. Название, особенно в США, в обыденной речи порой сокращают до ГрюВе (нем. GrüVe). Молодое вино этого сорта по осени часто подаётся в винных кабачках венских предместий. 

## История
Зелёный (Grüner) Вельтлинер был получен в результате естественного скрещивания долгое время остававшегося неизвестным и практически исчезнувшего сорта с Траминером. Какой из родительских сортов является материнским, а какой — отцовским, всё еще остаётся открытым вопросом. 
Неизвестный родительский сорт условно называется Санкт-Георген в честь городка Санкт-Георген-ам-Лайтагебирге, где в XXI веке была обнаружена единственная ослабевшая лоза этого винограда. Эта единственная лоза (предположительно возрастом свыше 500 лет) была объявлена национальным достоянием Австрии, и с 2010-х годов принимаются меры по её размножению. В феврале 2011 года на лозу совершил нападение неизвестный вандал с секатором, нанёсший ей серьёзные повреждения.
Как и у других сортов группы Вельтлинер, наиболее популярная версия происхождения названия выводит его от названия итальянской долины Вальтеллина, хотя сорт происходит, скорее всего, из австрийских регионов Нижняя Австрия и Бургенланд. Существует еще несколько версий этимологии названия, например, от немецкого слова Feldlinger. Несмотря на похожее название, сорт не имеет отношения ни к Ротер Вельтлинеру, ни к Фрюротер Вельтлинеру.
Грюнер Вельтлинер впервые достоверно упоминается под именем Grüner Muskateller в 1766 году немецким ампелографом Бальтазаром Шпренгером. Уже с середины XIX столетия сорт довольно широко культивировался в Австрии, откуда практически вытеснил малоценный «гуннский виноград». Название «грюнер-вельтлинер» впервые зафиксировано в 1855 году.
Настоящая популярность пришла в 1950-х годах, когда, благодаря внедрению высокой системы обрезки лоз (нем. Hochkultur) Ленца Мозера, сортом вновь заинтересовались виноделы.

## География
Относится к эколого-географической группе западноевропейских сортов винограда.
Наибольшие площади виноградников заняты сортом в Австрии — им занята почти треть территорий, почти 17 тысяч га. ГрюВе культивируют практически во всех австрийских винных регионах, но в основном в Бургенланде и Нижней Австрии, особенно в субрегионах Вахау, Кампталь, Кремсталь, Вайнфиртель и Донауланд (нынешний Ваграм).
Сорт  является очень важным для виноделия Словакии (словац. Veltlínske zelené), где он занимает около 20% площадей виноградников, около 4 тысяч га.
В Чехии сортом занято около 8% виноградников, что составляет примерно 1700 га, и он стабильно входит в десятку самых популярных белых сортов.
В Венгрии сортом занято примерно 1500 га.
В гораздо меньших масштабах сорт культивируют в Италии, Германии, Болгарии, США, Франции, Австралии, Новой Зеландии.

## Основные характеристики
Лоза среднерослая.
Листья средние, сильнорассечённые, пятилопастные. Снизу имеется лёгкое паутинистое опушение.
Цветок обоеполый.
Грозди средние.
Ягоды средние, округлые, жёлто-зелёные. Кожица толстая.
Сорт среднего или средне-позднего периода созревания.
Урожайность высокая, и если целью ставится производство высококачественного вина, то урожайность нужно искусственно ограничивать.
Морозоустойчивость и устойчивость к грибным болезням средняя.

## Применение
Сорт является основой для создания самых разнообразных вин — от сухих, до сладких; от простых столовых, которые надо пить молодыми, до сложных марочных, имеющих потенциал для выдержки. Вина обладают общими фруктово-пряными нотами свежемолотого перца. С возрастом, некоторые высококачественные вина GruVe напоминают выдержанные бургундские белые.

## Синонимы
Как многие старые сорта, обладает огромным количеством синонимов. В базе VIVC приводится 75 названий, среди которых: Bielospicak, Cima Bianca, Dreimänner, Falkensteiner, Fehérhegyue, Feldlinger, Grauer Veltliner, Grüne Manhardsrebe, Grüner, Grüner Muskateller, Gruner Veltliner, Grüner Weißgipfler, GrüVe, GV, Manhardsrebe, Manhardtraube, Manhartsrebe, Mauhardsrebe, Mouhardrebe, Tarant Bily, Valtelin Blanc, Valteliner, Valteliner Blanc, Valteliner Vert, Veltliner, Veltliner Verde, Veltlínské Zelené, Weißer, Weißer Raifler, Weißer Reifler, Weißgipfler, Zeleni Veltlinec, Zoeld Veltelini, Zoeld Velteliny.
Существует цветовая мутация сорта, называемая Грау Вельтлинер (нем. Grauer Veltliner), или, иногда, Блау Вельтлинер (нем. Blau Veltliner).